# Cerocala orientalis
Cerocala orientalis är en fjärilsart som beskrevs av De Joannis 1912. Cerocala orientalis ingår i släktet Cerocala och familjen nattflyn. Inga underarter finns listade i Catalogue of Life.